# 지비에츠 양조장

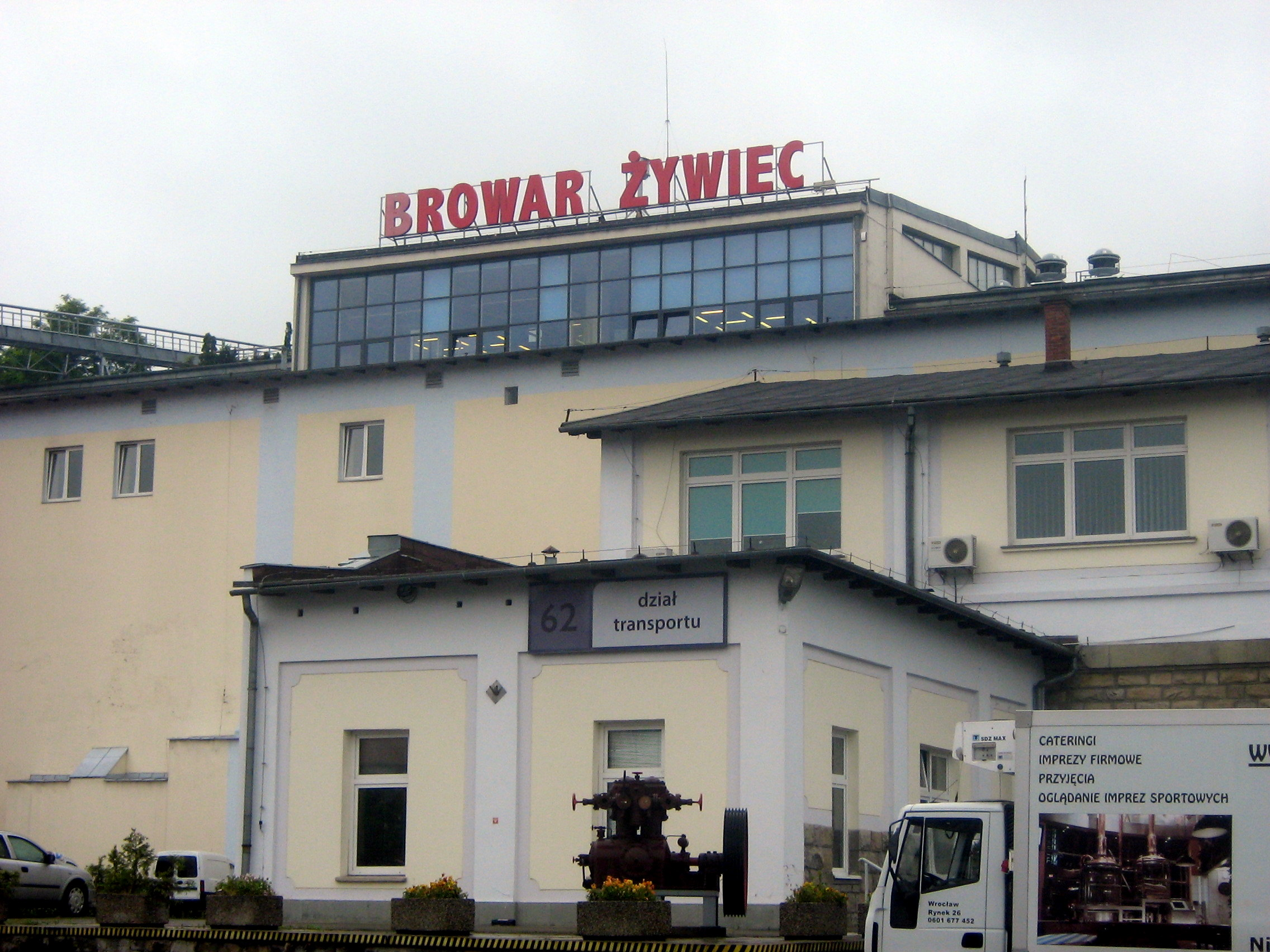
지비에츠 양조장

지비에츠 양조장(폴란드어: Browar Żywiec)은 폴란드의 맥주 양조장이다.

## 역사
양조장은 1856년 당시 오스트리아 폴란드의 일부였던 지비에츠에서 운영을 시작했다. 제2차 세계 대전 이후 폴란드 공산주의 정부가 몰수할 때까지 합스부르크 황실이 소유했다. 1990년대 초에 원래 소유주의 후손들이 폴란드 정부를 상대로 합스부르크 가문의 이름과 문장을 마케팅 목적으로 국유화하고 사용하는 데 대한 보상으로 7,700만 달러를 청구 하며 소송을 제기했다. 이 사건은 2005년 12월 법정 밖에서 알려지지 않은 조건으로 합의되었다.
1990년대에 이 양조장은 하이네켄에 인수되어 현대화되었다.